# Złaków Borowy
Złaków Borowy – wieś w Polsce położona w województwie łódzkim, w powiecie łowickim, w gminie Zduny.

## Historia
Pierwsza wzmianka w 1357. Wieś duchowna Złakowo Borowe położona była w drugiej połowie XVI wieku w powiecie gąbińskim ziemi gostynińskiej województwa rawskiego. Miejscowość była wsią klucza łowickiego arcybiskupów gnieźnieńskich. Odnotowana została w dokumentach podatkowych. Na początku XVI wieku wieś płaciła kanonikom łowickim dziesięcinę oraz meszne plebanowi ze Złakowa Kościelnego w wysokości 1,5 grosza od łanu, który pobierał także dziesięcinę od łanów sołtysich. W 1579 mieszkańcy miejscowości płacili od 25 łanów kmiecych, 2 łanów wójtowskich, a we wsi był także jeden rzeźnik oraz dwóch komorników.
Po rozbiorach Polski miejscowość znalazła się w zaborze rosyjskim wchodząc w skład księstwa łowickiego. W czasach Księstwa Warszawskiego i Królestwa Kongresowego była to wieś rządowa, dzierżawiona przez Jana Nepomucena Piędzickiego, następnie przez jego syna Alojzego Piędzickiego. W roku 1838 chłopów ze wsi uwłaszczono wraz z całym Księstwem Łowickim.
Miejscowość jako wieś leżącą w gminie Bąków w parafii Złaków Kościelny opisał XIX wieczny Słownik geograficzny Królestwa Polskiego. W 1827 znajdowało się w niej 88 domów, w których mieszkało 514 mieszkańców. W 1895 roku w miejscowości znajdowała się szkoła początkowa oraz 103 domy z 711 mieszkańcami. Wieś należała w całości do włościan i liczyła w sumie 2345 morg w tym 1326 morg ziemi uprawnej, 326 łąk, 514 pastwisk, a także 126 morg nieużytków.
W Złakowie Borowym urodził się Józef Goździk (1869-1932), poseł na Sejm II RP z ramienia Związku Ludowo-Narodowego.
W 1938 inżynier Tadeusz Jankowski nagrał we wsi pierwszy w historii kinematografii polskiej kolorowy film pt. Wesele księżackie w Złakowie Borowym.
W latach 1975–1998 miejscowość administracyjnie należała do województwa skierniewickiego.

## Zabytki
Według rejestru zabytków Narodowego Instytutu Dziedzictwa na listę zabytków wpisane są obiekty:
- zespół zabudowy wsi, 1 poł. XIX/XX, nr rej. 620 z 25.08.1967